# Edgaras Ulanovas

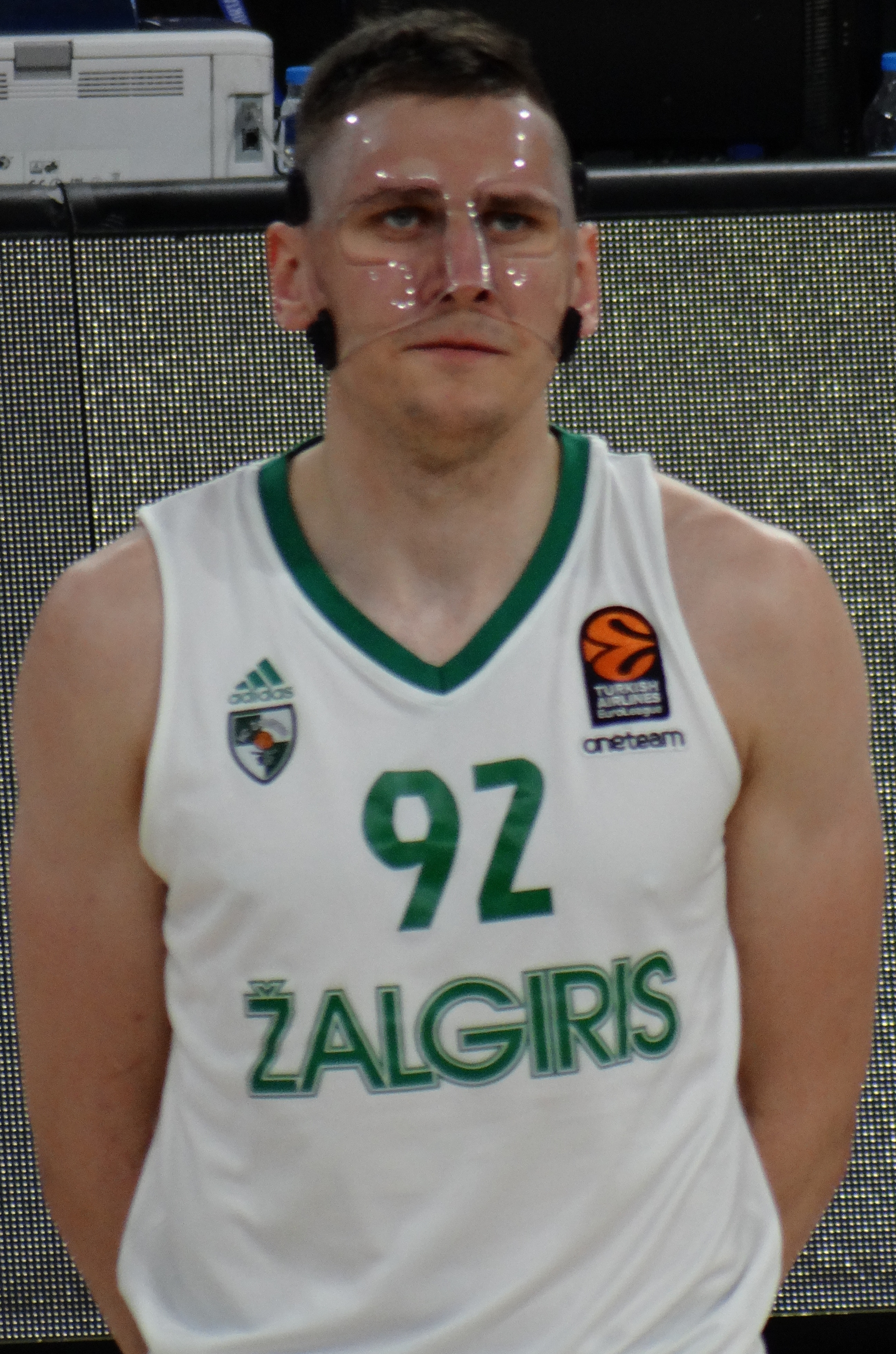
Ulanovas con Žalgiris Kaunas en 2018

Edgaras Ulanovas (Kaunas, 7 de enero de 1992) es un baloncestista lituano que pertenece a la plantilla del Žalgiris Kaunas de la LKL. Con 1,98 metros de estatura, juega en las posiciones de escolta o alero.

## Trayectoria deportiva
Comenzó su carrera profesional en el LSU-Baltai, con 19 años, donde jugó una temporada en la que promedió 9,0 puntos y 3,5 rebotes por partido. Pasó posteriormente por el KK Pieno žvaigždės y el KK Lietkabelis hasta que en 2013 llegó al BC Neptūnas Klaipėda, temporada en la que fue elegido mejor jugador joven de la VTB United League, galardón compartido con Dmitry Kulagin del BC Triumph Lyubertsy.
En 2014 firmó con el Žalgiris Kaunas, equipo al que pertenece en la actualidad, y con el que promedió en la última temporada 9,2 puntos y 4,1 rebotes por partido, ganándose la renovación por dos temporadas más.
Durante la temporada 2019-20, Ulanovas aporta en la que sería su sexta temporada en el Zalgiris Kaunas, unas medias de 8.3 puntos y 3.3 rebotes en la EuroLeague, y 9.6 puntos y 3.3 rebotes en la LKL lituana.
En julio de 2020, se compromete con el Fenerbahçe Ülkerspor de la Basketbol Süper Ligi.
Una temporada después, regresa al Žalgiris Kaunas de la LKL.

### Selección nacional
Participó en su etapa juvenil en los Mundiales Sub-19 de Lituania 2011 con la selección nacional, donde promedió 11,3 puntos y 3,3 rebotes, y en el Europeo Sub-20 de 2012 en Eslovenia, donde promedió 14,3 puntos y 5,4 rebotes, ganando en ambas ocasiones el oro. En la actualidad forma parte de la selección absoluta que competirá en los Juegos Olímpicos de Río de Janeiro 2016.